# Polygala serpyllifolia
Polygale à feuilles de serpolet
Espèce
Polygala serpyllifolia, le Polygale à feuilles de serpolet, est une espèce de plantes à fleurs de la famille des Polygalacées trouvée en Europe.

## Statut de protection
En France, l'espèce figure sur la liste rouge des plantes du Nord-Pas-de-Calais.